# Dicorynia guianensis
Dicorynia guianensis ist ein Baum in der Familie der Hülsenfrüchtler in der Unterfamilie der Johannisbrotgewächse. Er kommt in Suriname, Französisch-Guayana und in Guyana vor.

## Beschreibung
Dicorynia guianensis wächst als immergrüner Baum bis 35–45 Meter hoch. Die Borke ist rotbraun und der Stammdurchmesser erreicht bis etwa 150 Zentimeter. Es können Brettwurzeln vorkommen.
Die gestielten und wechselständigen Laubblätter sind unpaarig gefiedert mit 5 bis 7 (9) Blättchen. Die ledrigen, bespitzten oder zugespitzten und ganzrandigen, eiförmigen bis länglichen, kurz gestielten Blättchen sind oberseits kahl und unterseits schwach behaart. Sie sind bis 7–15 Zentimeter lang und bis 6 Zentimeter breit. Die Blättchen sind unterseits hell- bis fahlgrün, mit gefiederter Nervatur. Die Nebenblätter sind früh abfallend.
Die rispigen Blütenstände sind rostig behaart. Die weißen Blüten mit doppelter Blütenhülle sind gestielt. Der Blütenstiel ist an einem „Gelenk“. Es sind verschiedene, abfallende Tragblätter vorhanden. Die ungleichen 5 freien, bootförmigen Kelchblätter sind außen rostig behaart und innen weiß sowie kahl. Die äußeren 3 sind dicklich und etwas ledrig. Die 3 großen Petalen sind kurz genagelt mit rundlicher Platte und früh abfallend. Sie sind am Plattenrand leicht rostig behaart. Es sind nur zwei Staubblätter mit dicken, innen rinnigen Staudfäden vorhanden, ein kürzeres und ein längeres, sie besitzen jeweils „8“ Pollensäcken. Der oberständige, längliche Fruchtknoten mit einem konischen Griffel ist dunkelbraun behaart. Die kleine Narbe ist kopfig.
Es werden flache und einer Seite kurz geflügelte, etwa 3–7 Zentimeter lange, ledrige nur schwach behaarte Hülsenfrüchte gebildet. Sie öffnen sich nur auf einer Seite, wenn überhaupt. Die bis zu 3 rundlichen, flachen und glatten Samen sind etwa 15 Millimeter groß.

## Taxonomie
Dicorynia guianensis wurde 1939 durch Gerda Jane Hillegonda Amshoff in Mededeelingen van het Botanisch Museum en Herbarium van de Rijks Universiteit te Utrecht Band 52 Seite 28 erstveröffentlicht.

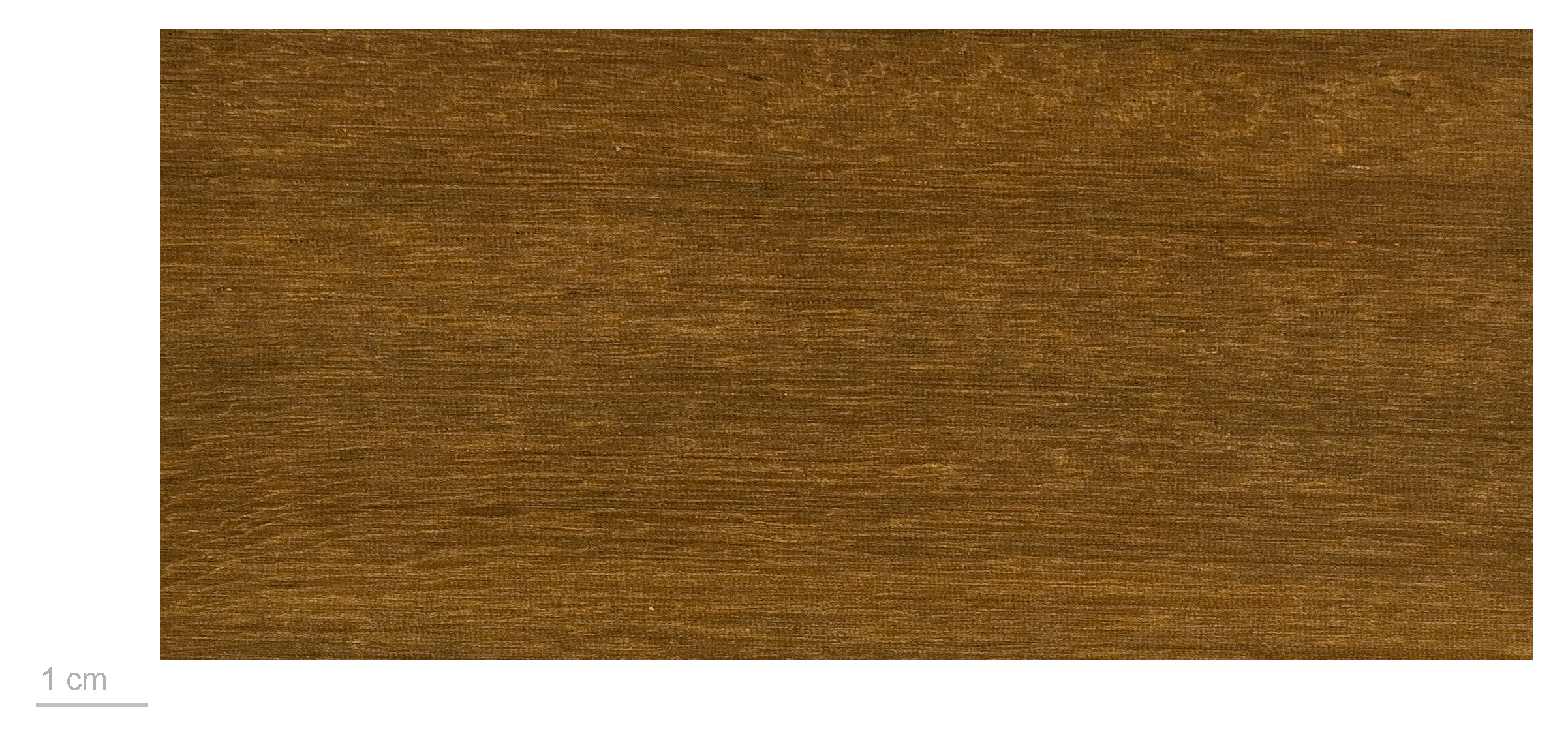
Holz

## Verwendung
Das schöne, recht schwere Holz ist sehr begehrt und bekannt als Angélique oder Basralocus.